# Erro do tipo II
Erro do tipo II, em estatística, é o erro que ocorre quando a análise estatística dos dados não consegue rejeitar uma hipótese, no caso desta hipótese ser falsa.
No método estatístico denominado teste de hipóteses, é formulada uma hipótese a ser testada, chamada de H0 (hipótese nula), e os testes são feitos para rejeitar ou não rejeitar esta hipótese. Quatro situações são possíveis:
|                  | H0 é verdadeira | H0 é falsa      |
| H0 rejeitada     | Erro do tipo I  | Correto         |
| H0 não rejeitada | Correto         | Erro do tipo II |

Normalmente, ao se testar uma hipótese, é definido o nível de significância do Erro do tipo I, chamado de α, tipicamente de 5%. Ou seja, com α = 0,05, existe 5% de chance de se rejeitar a hipótese nula, no caso dela ser verdadeira. Ao se diminuir a probabilidade de ocorrer um Erro do tipo I, ou seja, diminuindo o valor de α, aumenta-se a probabilidade de se ocorrer um Erro do tipo II. A probabilidade da ocorrência do Erro do tipo II é chamada de β.